# Gefundenes Fressen
Gefundenes Fressen ist ein deutscher Spielfilm aus dem Jahre 1977. Die Uraufführung fand am 3. März 1977 statt.

## Handlung
Alfred Eisenhardt ist ein Obdachloser in München. Nach dem Ende des Zweiten Weltkriegs hat er nie wieder Boden unter die Füße bekommen. Seine einzige Arbeit bestand in Gelegenheitsjobs. Jetzt ist er ein alter Mann, der noch einen Traum hat: Er möchte einmal nach Mallorca reisen, um dort zu überwintern. Als er den Polizisten Erwin Kolozeczik kennenlernt, findet er in ihm einen neuen Freund, der ähnliche Träume wie er hat. Sie stellen fest, dass sie ursprünglich aus demselben Dorf in Schlesien kommen. Auch Erwin ist mit seinem Leben unzufrieden. Seine Ehefrau nervt ihn ebenso wie seine Arbeitskollegen, und seine Jugendfreundin Gisela ist nicht gewillt, als Nebenfrau zu dienen.
Erfüllung findet er nun in der Hilfe für den Obdachlosen, der anders als er frei zu sein scheint. So begleicht Erwin zum Beispiel eine Geldbuße, die über Alfred wegen eines Ladendiebstahls verhängt wurde. Als Alfred die jugoslawische Gastarbeiterin Milena kennenlernt, scheint sich sein monotones Leben zum Besseren zu ändern; doch dann reist sie unerwartet in ihr Heimatland zurück. Ungeachtet seiner Existenz als Obdachloser verfügt Alfred über ein Sparbuch, auf dem er eine Geldsumme angesammelt hat, die es ihm problemlos ermöglichen würde, seinen Traum vom Überwintern auf Mallorca zu verwirklichen. Als Erwin davon erfährt, kann er Alfred  schließlich dazu ermutigen, seine Ersparnisse abzuheben und den Flug nach Mallorca zu buchen. Erwin meint, in einigen Jahren nachkommen zu können, wenn sich seine eigene finanzielle Lage verbessert haben würde. Alfred kann sich jedoch letztlich nicht dazu entschließen, seine Welt zu verlassen: Kurz vor dem Besteigen des Flugzeugs kehrt er um und betritt wieder das Flughafengebäude. Er kehrt zurück auf die Platte.

## Kritiken
- Lexikon des internationalen Films: Ein von Rührseligkeit und Scheinpoesie bestimmter Film mit dem glücklosen Versuch, menschliche Beziehungs- und Selbstverwirklichungsnöte in einer hintersinnigen Tragikomödie darzulegen.[1]

- Günther Bastin in film-dienst, 29. März 1977: ...die Probleme der an ihrer Selbstverwirklichung durch Umweltschuld und Eigenschwäche verhinderten Persönlichkeiten sowie die Prozesse der Entdeckung des wahrhaft Menschlichen werden von Verhoeven nur zu einer märchenhaften Herzensoper mit Taschentuchappell verschmiedet. Er tut es mit viel Münchner Lokalkolorit, mit mancherlei Scheinpoesie, mit Aalglätte und unter zäher Entwicklung von Sentimentalitäten...

- Helmuth Schmitz in der Frankfurter Rundschau, 29. April 1977: Michael Verhoeven ist nach viertel- oder halbwegs mißratenen Versuchen in dieser Richtung eine Komödie gelungen, eine deutsche Filmkomödie mit Heinz Rühmann, in der wir über uns und Unsresgleichen nicht blind hinweglachen, die vielmehr unserem Lachen Anerkennung beimengt, Selbstbehauptung und Trotz. Ein Lachen, das nicht einlullend die Schwäche bestärkt, sondern Mut machen kann. Wie wir es zuletzt (und eigentlich zum erstenmal) im zeitgenössischen bundesdeutschen Kino in "Lina Braake" hörten. Im "Gefundenen Fressen" lacht sich's mindestens so gut.